# Касима (княжество)

Мон рода Набэсима

Княжество Каcима (яп. 鹿島藩 Касима-хан) — феодальное княжество (хан) в Японии периода Эдо (1609—1871). Каcима-хан располагался в провинции Хидзэн (современная префектура Сага) на острове Кюсю.
Дочернее княжество Сага-хана.

## Краткая информация
- Административный центр: город Касима (современный город Касима префектуры Сага).

- Доход хана: 20.000 коку риса.

- Княжество управлялось родом Набэсима, который принадлежал к тодзама-даймё и имел статус правителя лагеря (陣屋). Главы рода имели право присутствовать в вербовом зале сёгуна. До 1642 года хан руководился линией Тадасигэ рода Набэсима (忠茂家), а после 1642 года — наследниками ветви Наотомо рода Набэсима (直朝家).

- Первоначально домен Касима являлся частью Сага-хана. Он был создан в 1609 году для Набэсимы Тадасигэ, младшего брата Набэсимы Кацусигэ, 1-го даймё Сага-хана. Тадасигэ получил во владение Касима-хан с доходом в 25 тысяч коку риса. Сын Тадасигэ, Набэсима Масасигэ, в 1624 году стал вторым даймё Касима-хана. В 1642 году Масасигэ был лишён владений и понижен до статуса хатамото с доходом в 5000 коку. Касима-хан был передан Набэсиме Наотомо, девятому сыну Набэсимы Кацусигэ. Линия Наотомо управляла княжеством вплоть до Реставрации Мэйдзи. После отмены системы хан последний даймё Касима-хана Набэсима Наоёси получил титул виконта (сисяку) в системе кадзоку.

- В 1871 году после административно-политической реформы Каcима-хан был ликвидирован. Территория бывшего княжества вошла в состав префектуры Сага.

## Даймё Касима-хана
| №  | Имя и годы жизни              | Имя и годы жизни | Годы правления | Ранг, титул     | Примечания                              |
| -- | ----------------------------- | ---------------- | -------------- | --------------- | --------------------------------------- |
| 1  | Набэсима Тадасигэ (1584—1624) | 鍋島忠茂         | 1609—1624      | 従五位下 和泉守 | Второй сын Набэсимы Наосигэ (1538—1618) |
| 2  | Набэсима Масасигэ (1606—1687) | 鍋島正茂         | 1624—1642      | 従六位 布衣     | Старший сын предыдущего                 |
| 3  | Набэсима Наотомо (1622—1709)  | 鍋島直朝         | 1642—1672      | 従五位下 和泉守 | Девятый сын Набэсимы Кацусигэ           |
| 4  | Набэсима Наоэда (1655—1705)   | 鍋島直條         | 1672—1705      | 従五位下 備前守 | Третий сын предыдущего                  |
| 5  | Набэсима Наоката (1695—1728)  | 鍋島直堅         | 1705—1727      | 従五位下 和泉守 | Пятый сын Набэсимы Наоэды               |
| 6  | Набэсима Наосато (1718—1770)  | 鍋島直郷         | 1728—1763      | 従五位下 備前守 | Старший сын Набэсимы Наокаты            |
| 7  | Набэсима Наохиро (1745—1805)  | 鍋島直熙         | 1763—1770      | 従五位下 和泉守 | Десятый сын Набэсимы Мунэсигэ           |
| 8  | Набэсима Наоёси (1763—1820)   | 鍋島直宜         | 1770—1800      | 従五位下 備前守 | Четвёртый сын Набэсимы Наокадзу         |
| 9  | Набэсима Наонори (1793—1826)  | 鍋島直彜         | 1800—1820      | 従五位下 丹波守 | Шестой сын Набэсимы Харусигэ            |
| 10 | Набэсима Наонага (1813—1855)  | 鍋島直永         | 1820—1839      | 従五位下 丹波守 | Тринадцатый сын Набэсимы Наринао        |
| 11 | Набэсима Наохару (1821—1839)  | 鍋島直晴         | 1839           | —               | Старший сын Набэсимы Наонори            |
| 12 | Набэсима Наосага (1834—1859)  | 鍋島直賢         | 1840—1848      | 従五位下 丹波守 | Двадцать восьмой сын Набэсимы Наринао   |
| 13 | Набэсима Наоёси (1844—1915)   | 鍋島直彬         | 1848—1871      | 従五位下 備前守 | Старший сын Набэсимы Наонаги            |